# 第5號交響曲 (西貝柳斯)
E♭大调第5号交响曲，芬蘭作曲家西贝柳斯第82號作品，是1915年至1919年所完成的三乐章交响曲。该作品是浪漫主義音樂后期重要的交响曲之一，被认为是与西贝柳斯所做第2號交響曲共同争夺其最受欢迎交响曲桂冠的作品。英国广播公司曾在1969年登月的现场直播中使用了该交响曲中的一段作为背景音乐。
第5号交响曲于1915年西贝柳斯50岁生日时于赫尔辛基由他亲自指挥并首演。首演时该曲为四乐章的形式，作曲家在四年后将其修改为如今熟知的的三乐章形式。西贝柳斯对第5号交响曲进行过两次较大的改动，统共拥有三个不同的版本。该作品终曲中的主题尤为著名，其创作灵感来自于西贝柳斯在愛諾拉观察到在天空中16只天鹅迁徙的景象。

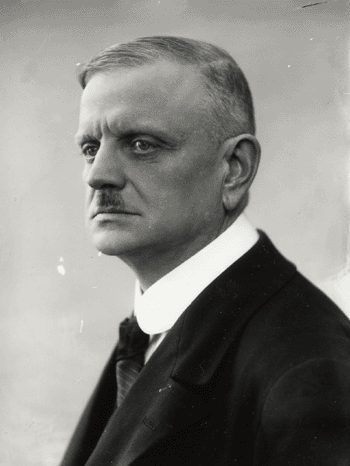
西贝柳斯的肖像，摄于1918年芬蘭內戰期间。

## 历史

### 创作
该作品创作于第一次世界大战期间，西贝柳斯当时与外界交集甚少，并且靠着给芬兰发行商创作各式音乐小品维持生计。1912年，西贝柳斯受芬兰政府的委托开始创作他的第5号交响曲。同年春天春天，西贝柳斯开始思考关于第5号交响曲的内容。同年夏天也是一战刚刚爆发，西贝柳斯想出了该作品的主题，他本人将其称作“一个可爱的主题”（A lovely theme）。1914年秋天，他向他的朋友写道：
|                                       | “我遇见了另一种痛苦，但我已然可以分辨出我将要登上的那座山峦。我遇见上帝正在打开他的大门，我遇见他的乐团正演奏着第5号交响曲！” |
| ——西貝流士给他朋友阿克塞尔·卡佩兰的信 | |

从一战开始到1915年4月，西贝柳斯对于该作品的创作热情猛然增长，情绪也变得日渐强烈。西贝柳斯对于他交响曲创作历程大多记叙在他的日记中，也正是通过日记中的记述，后世可以逐渐梳理出他对于音乐创作的构思和经历。1914年的秋冬时节，西贝柳斯创作出了许多音乐片段。正式因为这些零零散散的音乐片段使得西贝柳斯在创作第6号交响曲初稿中的一部分在第5号交响曲中的结尾可以找到；而第6号交响曲终曲中的第二个主题则可以在第5号交响曲的草稿中找到。1915年4月21日，西贝柳斯看见了16只天鹅在天空中自由飞翔的姿态，便随即在他的日记中写下了最终出现在该作品的结尾中一个壮丽的主题模進。作曲家本人写道：
|                      | “今日十时至十一时，我望见那十六只天鹅，我一生中最伟大的经历之一！上帝啊，多美啊！” |
| ——西貝流士日记的记叙 |                                                                                    |

### 第一版本
该作品于1915年12月8日在赫尔辛基由西贝柳斯本人指挥赫尔辛基市管弦乐团（Helsinki City Orchestra）首演，正值西贝柳斯50岁的生日。首演获得了极大的成功，为西贝柳斯庆生的其他活动也在接下来的几天内进行。首演时的第一版第5号交响曲是由四个乐章组成的交响作品，芬兰作曲家奥托·科蒂莱宁形容其第一乐章以一种无定论的方式结尾，如同是第二乐章的導奏，已描述第一乐章和第二乐章之间的紧密联系。根据科蒂莱宁的记述，他将首演时较为缓慢的第三乐章形容为“有史以来最奇特的行板乐章之一”以表现其简洁、深邃和美丽的感觉，尽管随后西贝柳斯认为该乐章在曲式层面上过于简单。第一版的终曲如同大自然的力量奔涌而出，一种乐器交错至另一种乐器之前所创造的不协和音程被科蒂莱宁认为是“最狂放的不协和音”（wildest dissonances）。与最终版本不同的是，该作品的第一版拥有较长的演奏时间；第一乐章结尾中的谐谑曲部分原先是一个独立的乐章；第一版的终曲中拥有西贝柳斯同样在其第4号交响曲中所沿用的激昂且不协和的特点，他在之后的版本对其结尾部分做出了修改。1995年，芬兰指挥家奧斯莫·萬斯凱指挥拉蒂交响乐团录制了该作品的第一个版本。

### 第二版本
西贝柳斯于1916年1月准备出版该作品的第一版本，但他本人对于该交响曲的曲式并不满意，并随即开始修订工作。他将前两个乐章通过一个巧妙的连接部联系在一起以揭示乐章之间存在的紧密关系；以使得原先独立前两个乐章构成了一个完整的乐章。除了合并原先的一二乐章之外，该作品的终曲的一些内容曾被删除并替换，但这些替换的内容在最终版本中又被抹去；由于音乐评论家没有与前一版进行详细的比较，故而该版本其他具体的修改并不清楚。该作品的第二版本于1916年12月8日在圖爾庫由西贝柳斯指挥圖爾庫音乐协会乐团（Turun Soitannollinen Seura）首次演出。

### 第三版本
第一次世界大战之后，芬兰境内爆发内战。西贝柳斯本人十分纠结于战争中的两个派别，红军与白军。他的弟弟克里斯蒂安·西贝柳斯在战争中被捕，西贝柳斯最终在芬兰指挥家羅伯特·卡亞努斯的帮助下，说服了红军总司令埃罗·哈帕莱宁保证西贝柳斯平安返回首都赫尔辛基，但战乱影响了作品的创作和修改进度。该版本是西贝柳斯最为满意的一版也是该作品的最后一次大幅的修改。第一乐章与最初的版本差异不大，较慢的第二乐章通过含混又丰富变换的主题而呈多样化。该版于1919年11月24日由西贝柳斯指挥赫尔辛基市管弦乐团首次演出。

## 分析

### 配器
|  |  | 木管乐器 2 长笛 2 双簧管 2 单簧管 2 巴松管 | 铜管乐器 4 圆号 3 小号 3 长号 | 打击乐器 定音鼓 | 弦乐器 第一、第二小提琴 中提琴 大提琴 低音提琴 |

### 结构
现今大多数管弦乐团演出西贝柳斯的第5号交响曲时，大都采用第三个版本（1919年），即由三个乐章所组成的交响作品。不同于西贝柳斯的其他交响作品，该作品的所有乐章都是大调，第一乐章为E♭大調，第二乐章为G大調，第三乐章为E♭大調。E♭大調的选择与西贝柳斯之前所做的《藍敏凱寧組曲》中第四乐章〈藍敏凱寧的歸來〉和贝多芬的《英雄》交響曲所用调性一致，一方面被认为是表达对战火中人类尚未磨灭的希望。另外，在音樂主題的統攝程度上，第5號交響曲所展現出的極精煉的筆法，也被認為能與貝多芬的音樂比擬。
第5号交响曲相比于西贝柳斯所做的其他六部交响曲来说长度较为短小，全曲演奏时长大约为33分钟。

#### 第一乐章
首乐章为极中速的（Molto moderato）；适度、愉快的急速（Allegro moderato）。该乐章诞生于原先独立两个乐章的融合，其结果导致了一个对于传统奏鸣曲格式的创新。西贝柳斯保留了传统奏鸣曲在这一乐章的格式，即呈示部、展开部和再现部，但他改变了其维度和相互关系。譜例所呈現的是第一樂章序奏部分的法國號主題，是一段富有田園風情，「來自阿卡迪亞」的恬適音樂，其後的呈示部和展开部則包括三个相对较短的“循环排列”（circular permutation）；一个较长的融合了谐谑曲元素的再现部在这一乐章被展现出来。这一乐章的高潮是从缓慢而阴沉的巴松管独奏，逐步过渡到由小号和长号奏出轻快而生动的音乐，且以渐快速的紧接段展示这一灵巧变化的过程。

#### 第二乐章
第二乐章为快活的行板（Andante mosso）；近乎小快板（Quasi allegretto）的主題與變奏。乐章始于木管部平和的吹奏伴以弦乐部分的拨奏。西贝柳斯在这一乐章中运用了D到C的大二度音程，再以小三度的D到B解决。这样的音乐动机由巴松管引出，后又出现在双簧管中。该乐章是连接上下两个乐章的插曲，通过对节奏的扩张和收缩并最终使用不间断演奏（attacca）衔接第三乐章，中和了即将在终曲中出现的由木管乐器所奏的主题和由弦乐部分拨奏出的“天鹅赞歌”。

#### 第三乐章
终曲为极急速地（Allegro molto）。该乐章由第二小提琴和中提琴欢展开一个充满活力的动机，小提琴随后加入。定音鼓在大提琴的伴奏下重复击出G七次，与弦乐其他部分冲动的动机相对应，由圆号以帕薩卡利亞舞曲式的方式奏出美妙且温馨的动机，缓解了原本紧张的气氛。而后，该乐章统共由两个基本主题构成，一个是由木管乐器同大提琴一齐似步态式推进的合奏吟诵出充满希望的旋律；另一个则是由弦乐部不同乐器八度之间的强烈对比引出该曲的高潮，即由法国号和小号以更加扩展的音程并伴以低音提琴，发出相互重叠交织的声音以表现如丝带般的天鹅从空中飞过的和谐景象。作品最终以小号奏出快速而明亮的音乐并配合着若干个和弦结束，这与西贝柳斯在上一乐章暗示宏大的主题产生了截然不同的落差，使主旋律不会显得过于饱和。西贝柳斯曾在1915年4月10日在日记中提到：
|                      | “同交响乐共处的夜晚。对主题的安排和布置是对交响曲本身是否能营造出神秘和魅力的关键。好像天父从天堂把一块块马赛克图案扔下来，要我还原这幅美丽画卷从前的模样。” |
| ——西贝柳斯日记的记述 | |

## 錄音節選
- 奥斯莫·万斯凯：
  - 與Lahti交響樂團，BIS-CD-1933-35（西貝流士作品集，第12輯）
  - 與明尼苏达管弦乐团，BIS-SACD-1986，2011年
- Pietari Inkinen指揮新西蘭交響樂團，Naxos 8.572227，2011年
- 尼姆·耶尔维指揮哥德堡交响乐团，BIS-CD-222，1984年
- Okko Kamu指揮Lahti交響樂團，BIS No. 2076，2015年
- 库尔特·桑德林指揮柏林管弦樂團，Brilliant Classics No. 6899，2002年

## 外部連結
- 西貝柳斯第5號交響曲：国际乐谱典藏计划上的乐谱
- 美国指挥家肯尼斯·伍兹（Kenneth Woods）对西贝柳斯第5号交响曲的评论
- 西贝柳斯第5号交响曲的首演版本 （页面存档备份，存于）
- 史蒂文·約翰遜对西贝柳斯第5号交响曲的评述 （页面存档备份，存于）
- 皇家利物浦爱乐乐团单簧管首席乔纳森·斯莫对西贝柳斯第5号交响曲的评述 （页面存档备份，存于）